# 郵便区分機
郵便区分機（ゆうびんくぶんき）は光学文字認識（OCR）またはバーコードにより定形郵便物などの郵便番号とあて名住所を読み取り、指定された区分け口に自動的に仕分け、集積する機器。

## 概要
OCRでの宛名読み取りおよび、郵便番号読み取り時には、約32,000通/時、バーコード読み取り時では、約40,000通/時、年賀状のみの読み取りでは約50,000通/時の処理が可能である。1960年に日本電気、1965年に東芝により研究や実験が行われ、1967年に東芝が（TR-2、世界初の手書き文字読取機）、ＮＥＣ（NAS-4）と試作機を完成させた。1968年7月1日の郵便番号制度開始にあわせ、東芝の実用機TR-4が東京中央郵便局で一般に公開された。
初期の段階では価格も高額であるため東京中央郵便局ほか、全国、主要局で郵便物の取扱量が多い局に限定的に配備されていた。最初の区分機は今ほど多機能ではなく、手書き書体の郵便番号をOCRにより郵便番号を読み取り、全国集配局郵便番号別に区分けするのみであったが、その後ダイレクトメール（宛先のコンピュータの印字化）の増加に対し、宛先郵便番号の読み取り範囲を限定し効率な読み取りを行い、次第に全国の主要局に配備されるようになり、1980年代以降全国的に広がり機能も向上していくこととなる。1998年の郵便番号7桁化と機械自体の価格の低下、地域区分局の整備によって現在のような形態となった。

## 運用
郵便ポストから取集められてきた郵便物を自動で選別し取り揃えて消印する自動選別取り揃え押印機（新タイプの物はインクジェット方式）と区分機を連結させ定型郵便物を一貫処理する大規模局もある。区分けのパターンは区分機の配備される郵便局に合わせて予め幾パターンかに設定されているので作業内容により区分けパターンを指定し稼動させている。

### 近年の傾向
近年、国営時代に新設された地域区分局などでは、区分機類など最新の自動郵便処理施設をより効率的に活用し、合理化を図るために1局に集中配備され、周辺の集配局数局分、多い所では数十局分の差し立て処理や到着処理（道順組立処理）などを集中的に行っている場合が多くある（現在の日本郵便株式会社の大規模な局である新仙台郵便局、さいたま新都心郵便局、新岩槻郵便局、銀座郵便局、新福岡郵便局、久留米東郵便局などが該当するが、他にも多数ある）。
郵便網の基幹局である新東京郵便局や新大阪郵便局などでは、郵便物が積載されたケースを区分けする専用の区分機やその他、様々な物流機器や設備が配備され機械化されている。また、全国の国際郵便物を扱う大規模局や通常の大規模な局の一部には、大型の小包などを仕分ける専用の区分機なども配備され、郵便事業の効率化が図られている。

### バーコード化と道順組み立て
1998年の郵便番号7桁化以降からは郵便番号とあて名住所を同時に読み取り、その読み取った住所情報をバーコード化して、不可視インクを用いて郵便物に印字する機能やそのバーコードを読み取る機能、ダイレクトメールなどに予め印字されているカスタマバーコードを読み取る機能、郵便物を配達順に並べ替える（道順組立）機能が新たに追加され郵便の内務作業が効率化された。しかしながら、日本より先に郵便物のバーコード化が導入されたアメリカやドイツなどの欧州各国などに比べると日本の住所は規則性に乏しく複雑なため（小字などの枝番、住居表示がされていない町域、京都市内などの歴史的な住所表示）、バーコード化が完璧に成されているとは言えない場合もある。居住者データや道順データは配達原簿をもとに集配職員により配達総合情報システムの専用端末から随時更新されている。道順に郵便物を並べ変える過程では機械に2回郵便物を投入する2パス作業（後述）が必要である。郵便番号や住所がOCRで読み取れなかった郵便物はビデオコーディングシステム（VCS）と呼ばれる専用機構によって人手で端末から入力したり自動的に機械で補正することにより郵便番号や地番などのデータが補足されもう一度機械に通すことによってバーコード化される。しかし、全てを区分機で処理することは難しく、規格外の物や再度投入しても読めない物、硬い物が入っている郵便物は人手で仕分けすることになる。

### 大型郵便物用区分機
近年になって、薄物の定形外郵便物などを自動処理するフラットソータなどの区分機なども導入され、大都市にある一部の郵便局に配備され稼動している。ヤマト運輸でもメール便の仕分け自動化で導入された。フラットソータではまだ、道順までは郵便物を揃えることはできない（デンマークやアメリカなど海外に配備されている機器では一部道順組立可能な機種も有）。

### 旧式の区分機と年賀郵便
郵便番号7桁化に合わせて導入された区分機はそれ以前からある区分機に対して新型区分機と呼ばれている。従来の区分機から新機能を付加し改造された区分機は更改機などとして区別されている。更改機は年数が経ている物はその後、新型区分機が新たに導入され年賀状などの郵便物が出回る年末年始などの繁忙期などに予備的にしか使用していない局などもある。また、新型区分機には年賀専用の運転モードがあり、通常の郵便物に比べ高速で仕分けることが可能である。

## 1パス・2パス法
郵便物の区分において、配達すべき郵便物を配達順に並べ替えるために区分機を使用する際に、採用されている手順である。「ワンパス」「ツーパス」と呼称される。

以下、郵便区分機に関し東芝が取得している特許「ユーザレベル制御部を有した配達物区分装置及びその制御方法」に基づいて説明する。

### 原理
基数ソートの手法を基礎にしている。

例えば、「1から99までの数字が書かれたカードを、数字の小さい順に並べ替える」という場合、単純に考えると、最初に「10の位が0のもの、1のもの、2のもの……」とグルーピングし、次に、それぞれのグループ内で1の位を基準にソートするという手順（説明の便宜のため、以下ではこの手順を「通常の手順」と呼称する）にしがちである。

これを逆転させ、最初に「10の位の大小にかかわらず、1の位でグルーピングする」、次に「10の位でグルーピングする」という手順を取る。

### 具体的な手順
例として「1組52枚のトランプを、ハート→スペード→ダイヤ→クラブの順で、それぞれのスート（トランプのマークのこと）ごとに、上から1→2→……→10→J→Q→Kの順でソートする」という課題を考える。

最初に、52枚すべてを手に取り、そのスートは無視して、数字だけに着目して机の上に山を作る。その作業が完了すると、「1のカードが4枚」「2のカードが4枚」……「Qのカードが4枚」「Kのカードが4枚」という、13の山が机の上に並ぶことになる。

次に、「Kの山」の4枚を手に取り、それをスートごと、つまり「ハート、スペード、ダイヤ、クラブ」の4つに区分して机の上に置く。次に「Qの山」を手に取り、先に置いた「Kのカード」と同じスートのものを上に重ねて山にする。

「Jのカード」「10のカード」と同様に繰り返し、最後の「1のカード」が終わった時点で、机の上には、「ハート、スペード、ダイヤ、クラブ」の4つの山が完成し、それぞれの山ごとに上から1→2→……→10→J→Q→Kの順になっている。

### 有利な点
「通常の手順」だと、1つのスート（例えば「ハート」）の13枚をソートする際に、常に13枚全体を見て、それらの数字の大小を比較していかなければならない。実際には「13枚を6枚と7枚に分け、それぞれで予備的にソートし、後で1つにまとめる」という手法も取られるが、「複数のカードを同時に見て、大小を比較する」という作業が必要である点は変わらない。

それに対し、「1パス・2パス法」だと、作業者は、手に取ったカードの一番上だけを見て、それがどの山に属するかを判断して置いていく、という手順を繰り返すだけになる。つまり、「分類の仕方」さえ理解できれば、「JとKのどちらが大きいか」などが判断できない者であっても作業ができることになる（コンピュータで言えば、ロジックが簡略化できる）。

### 不利な点
手順が単純であるため、「手順間違い」が生じた場合の修正が困難である。上のトランプのソートの例だと、「Kのグループ」の次に、誤って「Jのグループ」を手に取って作業した場合、作業結果は「……→10→Q→J→K」となってしまうが、作業者自身が作業中にその誤りには気付きにくい。

### 郵便区分機での実際
上述のように、各郵便物には、「記載された郵便番号」「記載された住所」を元に設定された「あて名情報」が、不可視インクによるバーコードとして印字される。または、差出人があらかじめカスタマーバーコードを印字している場合もある。

一方、「配達総合情報システム」では、「あてな情報」1件ごとに、「配達順番」が付番されている。ここでは仮に数字4桁とするが、これは、「あて名情報」の順番で機械的に付番したものではなく、「住宅地図」はもとより、「道路形状」「交通状況」「建物の有無」など、配達順に影響を与える事象を踏まえたものであり、また、「建物の新築や取り壊し」「道路の新造」など、事象に変化があれば、それに応じて変更されるものである。
★「あて名情報」と「配達順番」との関連付けの例
| あて名情報                    | 配達順番 |
| ----------------------------- | -------- |
| ウィキ市ペディア町一丁目1-1   | 0101     |
| 1-2                           | 0103     |
| 1-3                           | 0102     |
| 2-1                           | 0110     |
| 2-2                           | 0209     |
| ～                            | ～       |
| ウィキ市ペディア町二丁目1-1   | 0301     |
| 1-4                           | 0109     |
| 1-6                           | 0208     |
| ～                            | ～       |
| ウィキ市ペディア中町一丁目1-1 | 0901     |
| 1-2                           | 0909     |
| 1-3                           | 0877     |
| ～                            | ～       |
| ウィキ市ペディア南町一丁目1-1 | 7201     |
| 1-2                           | 7301     |
| 1-3                           | 8877     |
| ～                            | ～       |

これらを踏まえて、最初に行う「1パス」と呼ばれる作業は次のとおりになる。即ち、配達局に到着した郵便物を区分機に投入すると、区分機は1通ごとに「不可視バーコード」または「カスタマーバーコード」を読み取る。その「あて名情報」を元に「配達総合情報システム」に記録されている「配達順番」を呼び出し、その下2桁に従ってグルーピング（01～99）を行う（具体的には、それぞれ決められた「区分箱」に入れられていく）。また、「バーコードが読み取れなかったもの」や「他局宛のものが混入していた場合」については、別の「区分箱」に回された後、手作業にて必要な処理が行われる。

続く「2パス」作業では、「1パス」で区分したグループごとに、01から順に区分機に投入し、今度は「配達順番」の上2桁に従ってグルーピング（01～99）を行う。

その結果、「2パス」後は1つのグループ（上2桁）の「区分箱」ごとに、下から「01→99」の順番で並べ替えられた状態になる。

なお、「1パス」と「2パス」とは、時間的に連続して行う必要はない。よって、多くの配達局では、郵便が配達するたびごとに「1パス」を行う。そして、そのグルーピングを崩さずに保管し、その日の配達分の「2パス」を、複数回の「1パス」の分をとりまとめて行う、という手法を取っている。

また、「1パス」と「2パス」とは、区分機が1台しかない局なら、動作モードを切り替えて行うことにある。また、区分機が2台あれば、それぞれを専用機とすることも可能である。（後者であっても、どちらか1台が故障した場合、残り1台でモードを切り替えることで作業継続が可能である）